# Ján Lunter
Ján Lunter, né le 15 juillet 1951 à Telgárt (Slovaquie centrale), est un entrepreneur slovaque, propriétaire d'une entreprise agroalimentaire et, à la suite des élections régionales de novembre 2017, président de la région de Banská Bystrica,.

## Biographie
Ján Lunter fait des études d'informatique à la faculté d'électrotechnique de l'Université technique slovaque à Bratislava. À la suite de la révolution de Velours, il fonde une entreprise informatique, Proces, avant de créer à Banská Bystrica l'entreprise agro-alimentaire Makrobio, devenue en 1992 AlfaBio. En 2016, AlfaBio produit mensuellement sous la marque Lunter 160 tonnes de tofu et 100 tonnes de produits à tartiner végétariens, avec plus de 150 salariés. Ján Lunter laisse en 2016, après 25 ans à sa tête, les rênes de sa société à ses fils Ján Lunter jr et Juraj Lunter.

## Action politique régionale
Ján Lunter annonce en janvier 2017 son intention de se porter candidat à la présidence de la région de Banská Bystrica ce qu'il officialise en avril 2017. Il obtient le soutien de Peter Pellegrini de SMER et, plus tard recueille celui de Most–Híd et puis Progresívne Slovensko et Šanca. La majorité des candidats des autres partis significatifs retirent successivement leur candidature pour apporter leur soutien à Ján Lunter, notamment Martin Klus (sk) (candidat commun des partis de droite et du centre), le 3 octobre et Viliam Baňák (officier de réserve, soutenu par une partie de la gauche), le 4 octobre et finalement Stanislav Mičev (sk) (directeur du Musée du Soulèvement national slovaque) le 6 octobre. En novembre, Ján Lunter a le soutien de tous les grands partis (majorité et opposition) à l'exclusion de celui d'extrême-droite, le Parti populaire « Notre Slovaquie » Kotleba. Il rassemble au tour unique 48,53 % des suffrages exprimés contre 23,24 % à son adversaire d'extrême-droite le président sortant Marian Kotleba,.